# Abadiânia (ort)
Abadiânia är en ort i Brasilien.   Den ligger i kommunen Abadiânia och delstaten Goiás, i den centrala delen av landet, 100 km sydväst om huvudstaden Brasília. Abadiânia ligger 1 057 meter över havet och antalet invånare är 7 062.
Terrängen runt Abadiânia är huvudsakligen lite kuperad. Abadiânia ligger uppe på en höjd. Runt Abadiânia är det glesbefolkat, med 13 invånare per kvadratkilometer.. 
Omgivningarna runt Abadiânia är huvudsakligen savann.